# Damir Hršak
Damir Hršak (* 24. August 1969 in Krapina) ist ein kroatischer Metallurg und Politiker der Partei Hrvatski laburisti - Stranka rada (HL).

## Leben
Damir Hršak studierte Metallurgie an der Universität Zagreb, wo er 2001 mit einer Arbeit über Die Herstellung von nichtkristallinem Siliciumdioxid durch Auslaugung von Serpentinit im Fach Chemie promovierte. Zusätzlich absolvierte er ein 6-semestriges Studium am Institut za teološku kulturu laika (Institut für die theologische Kultur der Laien) der Katholisch-Theologischen Fakultät der Universität Zagreb (etwa vergleichbar mit dem deutschen Studium zum Gemeindereferenten). Seit 2012 ist er ordentlicher Professor für Metallurgie an der Universität Zagreb. Er ist Chefredakteur des E-Journals The holistic approach to environment (ISSN 1848-0071).
Von 1996 bis 2000 war Damir Hršak politischer Kolumnist der monatlich erscheinenden Zeitschrift Hrvatska ljevica (Kroatische Linke). Er ist Mitglied der Partei Hrvatski laburisti - Stranka rada (Kroatische Labouristen - Partei der Arbeit). Für diese kandidierte er bei den Europawahlen 2013 und 2014. Er ist Vorsitzender des Arbeitskreises für Bildung, Wissenschaft und Kultur seiner Partei. Er gilt als der erste kroatische Politiker, der sich zu seiner Homosexualität bekennt.

## Veröffentlichungen
- Hidrometalurgija (Hydrometallurgie), 2008, ISBN 9789537082079